# Philippe Suinen
 (mai 2025).
Motif : A ce stade, synthèse inédite de sources primaires. Je ne vois pas en source de longues biographies publiées par des médias indépendants du sujet
- Archive Wikiwix
- Bing
- Cairn
- DuckDuckGo
- E. Universalis
- Gallica
- Google
- G. Books
- G. News
- G. Scholar
- Persée
- Qwant
- (zh) Baidu
- (ru) Yandex
- (wd) trouver des œuvres sur Wikidata

| 1. | Préciser le motif de la pose du bandeau. | Précisez le motif de la pose du bandeau en utilisant la syntaxe suivante : {{admissibilité à vérifier\|date=juin 2025\|motif=remplacez ce texte par le motif}}                       |
| 2. | Informer les utilisateurs concernés.     | Pensez à avertir le créateur de l'article, par exemple, en insérant le code ci-dessous sur sa page de discussion : {{subst:avertissement admissibilité à vérifier\|Philippe Suinen}} |

 (mai 2025).
 (mai 2025).
Philippe Suinen, né le 30 juin 1949 à Forchies-la-Marche, est un juriste et haut fonctionnaire belge, notamment actif dans les domaines des relations internationales et du commerce extérieur.

## Biographie

### Études
Philippe Suinen fait des études secondaires axées sur le grec et le latin à l'Athénée royal de Vielsalm. Il obtient dans les années 1970 un diplôme de bachelier en droit à l’Université de Liège ainsi qu'un diplôme d’études supérieures en droit européen à l’Université de Nancy,,,.

### Parcours professionnel

#### Cabinets ministériels
À la fin de ses études, il devient secrétaire d’administration au ministère des Affaires étrangères, fonction qu'il occupe jusqu'en 1977, où il est chargé des questions politiques concernant le Zaïre, le Rwanda et le Burundi. Il est ensuite membre du cabinet du Secrétaire d’État à la Réforme des Institutions de 1977 à 1978 par l'intermédiaire de Jacques Hoyaux, puis du cabinet de l'Éducation nationale de 1979 à 1980.
À partir de 1980 et jusqu'en 1985, il est successivement nommé conseiller, puis chef de cabinet adjoint du ministre-président de la Région wallonne Jean-Maurice Dehousse, en charge de l’économie régionale,. De 1985 à 1992, il est responsable de la direction des Relations extérieures au ministère de la Région wallonne et participe à la création de l’Agence wallonne à l'exportation et aux investissements étrangers.
De 1992 à 1993, Philippe Suinen devient chef de cabinet du ministre du Commerce extérieur et des Affaires européennes, où il participe à la régionalisation de la politique du commerce extérieur belge et à l’exercice de la présidence européenne par la Belgique.
De 1994 à 1998, il occupe le poste de chef de cabinet de plusieurs vice-Premiers ministres. Avec Robert Urbain, il contribue au transfert des compétences. Avec Elio Di Rupo, il est chargé de la mise en œuvre du Traité de Maastricht dans le but de faire entrer la Belgique dans l’Union monétaire européenne et de relever le niveau de protection sociale du pays, ainsi que des dossiers relatifs à l’économie et aux télécommunications,. Il démissionne de sa fonction de chef de cabinet du vice-Premier ministre et du ministre des Télécommunications le 31 janvier 1998.

#### Agences publiques
À partir de 1998, Philippe Suinen reprend ses fonctions dans la Direction générale des Relations extérieures à la Région wallonne et est également nommé à la fonction de commissaire général au Commissariat Général aux Relations Internationales (C.G.R.I.) de la Communauté française, à la suite du départ de Roger Dehaybe. Il est renouvelé à son poste de commissaire général du C.G.R.I. le 17 mars 2006 et le 21 novembre 2008,. Il quitte ces deux fonctions pour partir à la retraite en 2014, en faveur de Rudy Demotte.
Le 9 mars 1999, il devient membre du conseil d'administration de l'Office belge du Commerce extérieur. Le 15 septembre 2000, il y est à nouveau chargé, cette fois en tant que représentant du Gouvernement de la Région wallonne,.
Le 1er avril 2004, Philippe Suinen est désigné directeur général de la Direction générale des Relations extérieurs et de l'Agence wallonne à l'Exportation.
En 2000, il devient assesseur suppléant à la chambre de recours compétente pour les fonctionnaires généraux, fonction qu'il occupe jusqu'en 2011, année où il est désigné assesseur de l'institution,.
En juillet 2004, Il est nommé administrateur général de l'Agence wallonne à l’Exportation et aux Investissements étrangers, institution qui est le résultat de la fusion entre de l'Office for Foreign Investors de la Région wallonne (OFI) et l’Agence wallonne à l’exportation. Il occupe ce poste jusqu'au 30 juin 2014.
Il devient à partir du 22 janvier 2009 directeur général de Wallonie-Bruxelles International (WBI), dont l'objectif est d'améliorer les exportations wallonnes à l'aide de missions économiques internationales,. Le 14 mai 2009, il exerce le rôle de président du Fonds de solidarité international pour l'eau pour un mandat de 4 ans,,.
Le 2 juillet 2014, il est désigné comme président de la CCIW, la Chambre de commerce et d'industrie wallonne. Il part de ce poste en juillet 2020 après 6 ans de service,.
En 2018, il est réélu membre du CPCCAF, affiliation internationale de la Fédération des Chambres de Commerce belges dont il est le vice-président.

#### Entreprises et infrastructures
Il exerce la fonction d'administrateur du comité d'audit de Brussels South Charleroi Airport S.A. depuis 1991, dont il en devient le président en 2016.
Il est le vice-président du conseil d'administration de la Sabena jusque 2001, moment où Ferdinand Chaffart prend la fonction de président du conseil d'administration de la Sabena, le dernier de l'entreprise.
En 2015, il devient administrateur de la Malterie du Château.
En 2020, il occupe le rôle de président de l'Ambassadors' Club of Slovenia in Belgium, du conseil d’administration du Théâtre National Wallonie-Bruxelles et du SPA Waux-Hall Club Management. Il est également nommé administrateur et membre du comité d'audit du Mithra Pharmaceuticals SA.

#### Culture et coopération éducative et internationale
Il dirige l'APEFE, l'Association pour la Promotion de l’Éducation et de la Formation à l’Etranger en tant qu'administrateur délégué de 1998 au 30 juin 2014,,.
Il est nommé membre du Conseil supérieur de la langue française comme membre de droit le 29 janvier 1999,.
Il est élu, le soir du jeudi 3 juillet 2014, président de l'institut Jules Destrée, dont il était le vice-président.
En 2015, il devient consul honoraire de Lituanie en Wallonie.
Il travaille comme commissaire général du forum mondial de la langue française organisé à Liège du 20 au 23 juillet 2015, sur la thématique de la créativité, notamment au niveau économique.
Il est ambassadeur de la candidature de la ville de Charleroi pour l'organisation du Mondial des Métiers de 2019.
En 2020, il devient président du conseil d’administration du Théâtre National Wallonie-Bruxelles.

## Prix
Il reçoit le Prix Bologne-Lemaire de la Wallonne ou du Wallon de 1999 le 7 février 2000 à l'âge de 50 ans. Il reçoit en 2007 la distinction de chevalier de l’Ordre national du Québec en 2007.

## Prises de position

### Position politique
Philippe Suinen est proche du parti socialiste belge et est défavorable à la N-VA et au Vlaams Belang, déplorant la vision pessimiste des premiers vis-à-vis de la Wallonie, qualifiant le chef de parti Bart De Wever d'arrogant.

### Autonomie de l'Union européenne
Il est en faveur d'une Union européenne qui défend ses valeurs : il souhaite passer de l’unanimité à la majorité qualifiée quand cette dernière est encore d'application, comme en matière de politique étrangère, afin de ne pas avoir les décisions bloquées par un seul État. Il est également pour une Union européenne avec une grande autonomie dans sa capacité d’action face aux grandes thématiques, comme la guerre en Ukraine.

### Participation citoyenne
Il est favorable à une participation citoyenne accrue. Il soutient par exemple les référendums, l'obligation de vote à ces derniers et aux élections, ainsi que la création de commissions délibératives constituées majoritairement, voire totalement, de citoyens tirés au sort. Il salue par exemple la commission délibérative wallonne, composée de députés et de citoyens, créée par le Parlement wallon en 2021. Il est aussi en faveur d'actions pour que les informations diffusées soient objectives, par exemple via des affaires judiciaires destinées à établir des sanctions contre les informations fausses ou biaisées, afin que ces dernières ne poussent pas les citoyens à vouloir un régime politique autocratique.

### Guerre russo-ukrainienne
Il adopte une posture critique à l’égard de la Russie et de la guerre initiée par cette dernière. Il remet en cause les référendums tenus dans les territoires convoités par l’État russe en Ukraine. Pour résoudre les conflits culturels en Ukraine, il propose de faire un fédéralisme dans lequel chaque communauté pourrait avoir un enseignement et une culture qui lui ressemble.

### Union européenne et relations internationales
Philippe Suinen plaide pour que l'Union européenne prenne en compte les autres organisations régionales comme les BRICS ou l'Union africaine et discute avec en défendant un ensemble de valeurs, comme la liberté d'expression, la démocratie ou la lutte contre le réchauffement climatique.

## Publications

### Préfaces
- DELPÉRÉE Francis et TRÓCSÁNYI László (éd.), L'unité et la diversité de l'Europe les droits des minorités. Les exemples belge et hongrois, avant-propos de SUINEN Philippe, Bruxelles, Bruylant, 2003 (Centre d’études constitutionnelles et administratives, no 25)  (ISBN 2-8027-1763-4).
- LENOBLE Monique, Trip Tyque Mode. Créateurs Wallonie-Bruxelles, préface de SUINEN Philippe, Bruxelles, Communauté française, 2005  (ISBN 2-930308-07-9).
- AUBENAS Jacqueline, Filmer la danse, préface de INGBERG Henry et SUINEN Philippe, Bruxelles, La Renaissance du livre, 2007  (ISBN 978-2874156731).
- TURINE Roger Pierre, Les arts du Congo. D'hier à nos jours, préface de SUINEN Philippe, Bruxelles, La renaissance du livre, 2007  (ISBN 978-2-87415-811-7).
- BIOUL Anne-Catherine, POULEUR Jean-Alexandre et SWENNEN Cédric, Réhabiliter sa maison, son commerce, préface de SUINEN Philippe, Charleroi, Espace environnement, 2007  (ISBN 978-2-930507-02-6 et 978-2-930507-01-9).
- BOCOUM Hamady et DUVIGNEAUD Vincent, La seconde vie de l'Assemblée territoriale du fleuve. Un chantier-école à Saint-Louis du Sénégal, préface de WADE Viviane et SUINEN Philippe, Institut du patrimoine wallon, 2009  (ISBN 978-2-87522-005-9).
- Répertoire des auteurs et illustrateurs de livres pour l'enfance et la jeunesse en Wallonie et à Bruxelles, préface de PONCELET André-Marie et SUINEN Philippe, Bruxelles, Wallonie-Bruxelles International, 2010.

### Livres, articles et chapitres
- SUINEN Philippe, Une sidérurgie wallonne à tourner vers la diversification, dans Socialisme, no 170, 1982, p. 149-154.
- SUINEN Philippe, Les formes d'expression internationale de la Wallonie, dans Wallonia. Revue du Conseil Economique et Social de la Région Wallonne, 1989, v. 16, no 5, p. 15-22.
- SUINEN Philippe, La Wallonie dans l'Europe des Régions, chapitre de livre dans Autour de l'Idée bourguignonne. De la Province à la Région et de la France à l'Europe. Acte du colloque des 2 et 3 décembre 1989. Conseil régional de Bourgogne, 1991, p. 273-274.
- SUINEN Philippe, Transfrontier cooperation in Wallonia, Louvain-la-Neuve, Recherche Interdisciplinaire en Développement Régional de l'UCL, 1991.
- SUINEN Philippe, Federalizmus a regionalizácia. Modus vývoja v Európe dans Medzinárodné otázky, vol. 1, no 2, 1992, p. 75-87, disponible en ligne sur <https://www.jstor.org/stable/44963245?>.
- SUINEN Philippe (éd.), L'Europe ou le fétichisme du calendrier, dans Socialisme, no 235, 1993, p. 14-19.
- SUINEN Philippe, Les relations internationales de la Wallonie, chapitre de livre : FREDDY Joris, Wallonie, Namur, Gouvernement wallon, 1995, p. 421-454.
- SUINEN Philippe, Télécommunications. Service universel et missions d'intérêt général. Respecter la dignité humaine, dans Réflexions, no 17, 1997, p. 39-40.
- SUINEN Philippe, L'éducation au développement. Quels enjeux pour les francophones de Wallonie et de Bruxelles ? dans Les cahiers de l'éducation permanente, no 3, 1998, p. 85-88.
- SUINEN Philippe, Vol au-dessus de la Wallonie : Marilyn Bridges, La Renaissance du livre, 2000.
- SUINEN Philippe, La diversité autorégulée. Wallonie-Bruxelles, dans Studia Diplomatica, vol. 54, no 5/6, 2001, p. 149-162, disponible en ligne sur <https://www.jstor.org/stable/44839661>.
- SUINEN Philippe, Minorité(s)*, Bruxelles, Luc Pire, 2002 (Pierres de taille)  (ISBN 2874151599 et 9782874151590).
- SUINEN Philippe, Wallonie-Bruxelles et son expression internationale, Bruxelles, Université libre de Bruxelles, 2004.
- SUINEN Philippe (éd.), La diversité et les échanges culturels dans le cadre de la globalisation, Bruxelles, CGRI, 2005.
- SUINEN Philippe (éd.), Objets de lumière. quand l'architecture nous éclaire, Bruxelles, Communauté française, 2006  (ISBN 2-930308-08-7).
- AUBENAS Jacqueline et SUINEN Philippe, Jean-Pierre & Luc Dardenne, Bruxelles, Renaissance du livre, 2008 (Patrimoine)  (ISBN 978-2-507-00021-9).
- SUINEN Philippe, Réussir ses affaires aux Pays-Bas, Liège, Edipro, 2012.
- SUINEN Philippe, La Belgique fédérale et la coopération au développement, Bruxelles, Presses universitaires de Bruxelles, 2014.
- SUINEN Philippe, Vu de Wallonie. Le dialogue transatlantique, dans Studia Diplomatica, vol. 57, no 3, 2004, p. 124-132, disponible en ligne sur <https://www.jstor.org/stable/44838368>, consulté le 10 avril 2025.

### Catalogues d'exposition et affiches
- BARROS-GREINDI Cristina (éd.), Cobra e Cia, catal. d'expo., préface de SUINEN Philippe, São Paulo, Museu de arte brasileira, 2006.
- Mot à main. image et écriture dans l'art en Belgique, catal. d'expo., préface de IORGULESCU Adrian, e.a., Bucarest, Musée National d'Art de Roumanie, 2006.
- LÉONARD  Chantal (éd.), Panorama. 40 illustrateurs de Wallonie et de Bruxelles, catal. d'expo., préface de SUINEN Philippe, Bruxelles, Communauté française, 2007.
- LÉONARD Chantal (éd.), Parade autour des fêtes carnavalesques. 15 illustrateurs de Wallonie et de Bruxelles, catal. d'expo., préface de SUINEN Philippe, Bruxelles, Communauté française, 2007.
- SANTINELLI Sauro (éd.), Terres d'aujourd'hui. Terres en lumière. Matériaux et technologies, catal. d'expo., préface de SUINEN Philippe, Bruxelles, Communauté française, 2007  (ISBN 2-930308-05-2).
- SUINEN Philippe(éd.), Masarat-Palestine, catal. d'expo., Masarat, 2008.
- Victoria Cellja in-out, catal. d'expo., préface de IVELIC Milan et SUINEN Philippe, Bruxelles, Latoya, 2008.
- Magyar Ropszódiák, catal. d'expo., préface de JACQUES Martine et SUINEN Philippe, Budapest, Magyar Nemzeti Galéria, 2010.
- SUINEN Philippe (éd.), L'Europe ça me touche, affiche, Bruxelles, Ministère du commerce extérieur et des affaires européennes.